# Colite ischemica

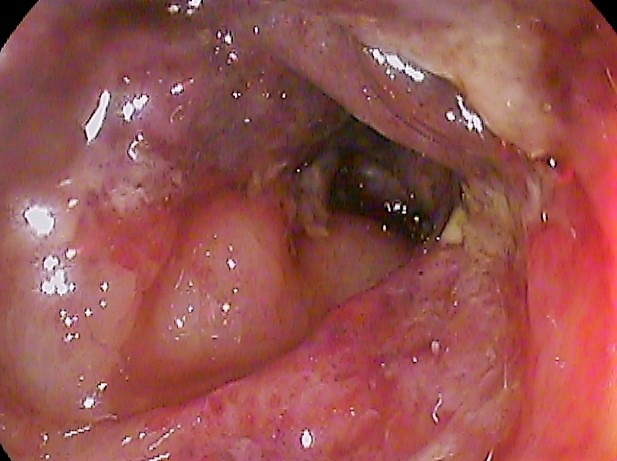
Colite ischemica, Colonscopia su donna di 82 anni

Con il termine di colite ischemica (CI) si fa riferimento ad una serie di entità cliniche aventi come presupposto eziopatogenetico un insufficiente apporto ematico ad un segmento o all'intero colon, che può essere dovuto ad alterazioni occlusive o non occlusive dell'arteria mesenterica inferiore. Il termine apparve per la prima volta in letteratura medica nel 1966 dopo che, solo pochi anni prima, era stato descritta un'occlusione vascolare reversibile del colon.
Sebbene rara nella popolazione generale, la colite ischemica si verifica con maggiore frequenza negli anziani, ed è la forma più comune di ischemia intestinale. Le cause del ridotto apporto di sangue all'intestino possono includere un deficit di circolazione sistemica (ad esempio per il verificarsi di una bassa pressione arteriosa) o problemi più localizzati, come ad esempio la costrizione di vasi sanguigni o la presenza di un trombo. In molti casi non è possibile identificare alcuna ragione specifica.
La colite ischemica può essere sospettata sulla base della valutazione clinica e dei risultati dei test di laboratorio. La diagnosi può essere confermata tramite esame endoscopico. Il disturbo comprende un ampio spettro di gravità: la maggior parte dei pazienti sono trattati in modo conservativo e recuperano completamente, mentre una minoranza di pazienti con ischemia molto severa possono sviluppare sepsi e diventare critici. In alcuni soggetti la malattia ha esito fatale.
I pazienti con colite ischemica lieve o moderata sono di solito trattati con liquidi per via endovenosa, analgesia, ed il riposo dell'intestino (ovvero non viene fatto assumere loro né cibo né acqua per bocca) fino a quando i sintomi si risolvono. Quelli con grave ischemia che sviluppano complicazioni, come la sepsi, la gangrena o la perforazione intestinale possono richiedere interventi più aggressivi, ad esempio la chirurgia e la terapia intensiva. La maggior parte dei pazienti riescono a recuperare in modo completo. Occasionalmente, dopo una grave ischemia, i pazienti possono sviluppare complicanze a lungo termine, come una stenosi intestinale o la colite cronica.

## Epidemiologia
La colite ischemica costituisce la più frequente patologia ischemica del tratto gastroenterico.
La colite ischemica rappresenta la seconda causa di emorragia del tratto digestivo inferiore ma la sua incidenza è frequentemente sottostimata, sia perché la malattia può presentarsi in forma attenuata e transiente, e quindi non essere diagnosticata, sia perché, può essere facilmente confusa con una malattia infiammatoria intestinale o una colite infettiva.
Il rapporto maschi : femmine è all'incirca 1 : 1. Sono colpiti prevalentemente soggetti anziani ed è raro, ma non impossibile, che possa verificarsi al di sotto dei 60 anni, specie in pazienti con anemia falciforme, altre vasculopatie o coagulopatie, pazienti tossicodipendenti (cocaina), soggetti in terapia estroprogestinica, maratoneti. La mortalità e la morbilità dipendono dall'eziologia e dalle comorbilità spesso presenti.

## Eziologia
L'eziologia della colite ischemica è multifattoriale. 
Spesso il disturbo viene classificato a seconda della causa sottostante. L'afflusso ematico al colon può essere compromesso in conseguenza di alterazioni del circolo sistemico o della vascolarizzazione locale. In alcuni soggetti si sviluppa un'ischemia non-occlusiva, spesso determinata da una situazione di ipotensione arteriosa (con conseguente ipoafflusso ematico al colon), oppure per vasocostrizione dei vasi che alimentano il colon. Un'ischemia occlusiva indica invece il formarsi di un trombo che interrompe il flusso di sangue al colon.
Questa mutevolezza delle cause può comportare una necrosi ischemica di severità variabile: dall'esclusivo coinvolgimento mucoso, alla necrosi transmurale a tutto spessore.

### Ischemia non occlusiva
I pazienti emodinamicamente instabili (ad esempio i soggetti in stato di shock, da qualsiasi causa) possono presentare un'alterazione o una franca compromissione della pressione, e quindi della perfusione, dell'arteria mesenterica. Questa condizione è generalmente asintomatica o paucisintomatica, e di solito diviene apparente attraverso la risposta infiammatoria sistemica.

### Ischemia occlusiva
Frequentemente è il risultato di un processo di tipo tromboembolico. In genere l'embolia è secondaria alla fibrillazione atriale, ad una valvulopatia cardiaca, ad un infarto del miocardio, oppure ad una cardiomiopatia. 
Inoltre, la colite ischemica è talvolta una complicanza di un aneurisma dell'aorta addominale, quando l'origine dell'arteria mesenterica inferiore viene ad essere occlusa dal trapianto per rottura dell'aorta. In una review del 1991 su 2137 pazienti la legatura accidentale dell'arteria mesenterica inferiore è stata la causa più comune (74%) di colite ischemica nei 24 soggetti (1,1%) che svilupparono il disturbo.
Pertanto, i pazienti che non presentano un adeguato circolo collaterale, vengono ad essere a rischio di ischemia del colon discendente e del sigma. Una diarrea ematica e la presenza di leucocitosi nel periodo postoperatorio devono far sospettare una diagnosi di colite ischemica.
La complicanza può essere prevenuta attraverso una attenta selezione dei soggetti che possono necessitare di reimpianto dell'arteria mesenterica inferiore e completando le informazioni pre intervento con una valutazione strumentale durante il trattamento chirurgico.

## Fisiopatologia

### Irrorazione ematica del colon
Il colon è irrorato sia dalla arteria mesenterica superiore, sia da quella inferiore. L'apporto di sangue di queste due importanti arterie presenta ampie aeree di sovrapposizione, e pertanto esiste un'abbondante circolazione collaterale.
Esistono, tuttavia, alcuni punti deboli, una sorta di aree "spartiacque", ai confini dei territori tissutali riforniti di sangue e ossigeno da ciascuna di queste arterie, da esempio la regione della flessura splenica e la parte trasversale del colon.
Queste aree spartiacque sono decisamente più vulnerabili all'ischemia quando il flusso di sangue viene a diminuire, in quanto presentano una minore possibilità di circolazione collaterale.

Al contrario la regione del retto, ricevendo sangue proveniente dall'arteria mesenterica inferiore così come dall'arteria iliaca interna (arteria ipogastrica), viene raramente implicata in caso di ischemia del colon, proprio in virtù di questa doppia rete ematica. Si deve comunque notare che in soggetti con più di 50 anni d'età l'irrorazione dovuta all'arteria ipogastrica sembra essere meno rilevante.

### Sviluppo dell'ischemia
In condizioni normali, il colon riceve tra il 10% e il 35% della gittata cardiaca totale. Se il flusso di sangue al colon si riduce nell'ordine del 50% quasi inevitabilmente si svilupperà un'ischemia di questo tratto di intestino.
Le arterie che alimentano il colon sono estremamente sensibili all'azione delle sostanze vasocostrittrici: probabilmente questo sensibilità fa parte di un meccanismo legato ad un adattamento evolutivo, la cui funzione è quella di deviare il sangue dai visceri ed indirizzarla verso organi più nobili (cuore e cervello) in momenti di particolare stress. 
Pertanto nei momenti di ipotensione arteriosa (da qualsiasi causa), le arterie che alimentano il colon si vasocostringono in modo energico. Un effetto del tutto sovrapponibile si ha quando il paziente assume farmaci ad attività vasocostrittrice (ad esempio l'ergotamina, la cocaina, o vasopressori). Questa vasocostrizione può determinare una colite ischemica non-occlusiva.

### Riscontri patologici
Nella colite ischemica si verificano una gamma di riscontri patologici, corrispondenti ai diversi spettri di gravità clinica. 
Nella forme più mite, compaiono quasi esclusivamente emorragia ed edema a carico della mucosa e della sottomucosa, eventualmente con necrosi lieve o ulcerazione.
Nelle forme più gravi di ischemia possono essere messi in evidenza quadri patologici simili a quelli riscontrabili nella malattia infiammatoria intestinale (ad esempio ulcere croniche, ascessi e pseudopolipi). Nei casi più gravi si può osservare un infarto transmurale, spesso con la associata e conseguente perforazione intestinale. Dopo la ripresa dalla malattia è possibile che la muscolare propria possa essere sostituito da tessuto fibroso, con conseguente stenosi. In molti pazienti, dopo il ripristino di un adeguato flusso sanguigno, è possibile che un danno da riperfusione contribuisca a peggiorare le preesistenti lesioni del colon.

## Segni e sintomi
La colite ischemica colpisce tipicamente soggetti anziani, rendendosi frequentemente causa di rettorragia, dolore addominale e diarrea. La presentazione clinica varia dalle forme lievi autolimitanti, alle forme fulminanti con necrosi cancrenosa transmurale che conducono all'exitus se non rapidamente trattate.
Sono state descritte tre fasi, tipiche e progressive, nella colite ischemica:
- fase iperattiva: è quella che si verifica per prima. Si caratterizza per una sintomatologia principale dominata dal dolore addominale, spesso grave, e dalla emissione di feci sanguinolente. Molti pazienti migliorano e non progrediscono oltre questa fase.
- fase paralitica: rappresenta la fase intermedia che fa seguito a quella iperattiva, se il processo ischemico continua. In questa fase il dolore addominale diventa sempre più diffuso, l'addome diventa sempre più dolorabile al tatto, e la motilità intestinale diminuisce. Ne consegue sensazione di gonfiore addominale, cessazione dell'emissione di feci sanguinolente, mentre i borborigmi intestinali (rumori intestinali) non sono più rilevabili all'auscultazione addominale.
- fase di shock: è la fase finale. Lo shock può svilupparsi nel momento in cui i fluidi iniziano a trasudare attraverso la mucosa del colon danneggiato. Ciò può provocare shock e acidosi metabolica con disidratazione, bassa pressione arteriosa (ipotensione arteriosa), tachicardia, e stato confusionale. I pazienti che procedono nello stato di malattia fino a questa fase terminale, sono in condizioni critiche e necessitano spesso di cure intensive.

Come si è visto, quindi, i sintomi della colite ischemica variano a seconda della gravità dello stato ischemico. I segni più comuni e precoci di colite ischemica includono il dolore addominale, spesso localizzato nei quadranti addominali di sinistra, ed il sanguinamento rettale lieve o moderato.

In uno studio del 2006 (eseguito su 73 pazienti arruolati) sono stati registrati:
- dolore addominale (78% dei casi)
- sanguinamento gastrointestinale inferiore (62%)
- diarrea (38%)
- febbre superiore a 38 °C (34%)

Nello stesso studio l'esame fisico ha messo in evidenza dolorabilità addominale nel 21% dei casi.

## Diagnostica
La colite ischemica deve essere differenziata da altre possibili cause di dolore addominale e di sanguinamento rettale: ad esempio infezioni, malattia infiammatoria dell'intestino, diverticolosi, o cancro del colon. È anche importante differenziare la colite ischemica, che in molti casi ha un andamento spontaneamente favorevole, da altre condizioni che mettono a rischio la vita del paziente, segnatamente l'ischemia acuta mesenterica del piccolo intestino. Essendo la presentazione clinica aspecifica ed ampiamente variabile, sia l'iter diagnostico che la gestione della malattia variano in funzione del singolo paziente. Non esistono marker laboratoristici specifici per la colite ischemica, tuttavia, l'elevazione sierica di lattato, LDH, CPK, amilasi, fosfatasi alcalina, fosfati inorganici può essere indice di danno tissutale.
Secondo alcuni autori, la colonscopia costituisce il test di scelta per porre diagnosi di colite ischemica in quanto molto sensibile nel rilevare alterazioni mucose indicative di tale patologia; essa offre inoltre la possibilità di effettuare campionamenti bioptici.
L'ecografia è scarsamente utile nel guidare verso la diagnosi. 
L'esame radiologico diretto dell'addome è spesso normale o mette in evidenza reperti aspecifici, quali ad esempio l'ileo riflesso spastico, l'ileo riflesso ipotonico o l'ileo paralitico, reperti presenti anche in altre patologie. Il clisma opaco o a doppio contrasto è una metodica limitata alle fasi subacuta o cronica per la valutazione di coliti persistenti o di complicanze stenotiche e risulta patologico nel 90% dei pazienti con colite ischemica.
La tomografia computerizzata (TC) costituisce oggi l'indagine di prima istanza nello studio del paziente con dolore addominale aspecifico. Consente di confermare il sospetto clinico, può suggerire la diagnosi di colite ischemica, escludere altre condizioni patologiche clinicamente simili, rilevare l'eventuale presenza di complicanze e valutarne l'evoluzione da una fase acuta, in subacuta fino a quella cronica.

La risonanza magnetica nucleare (RM) può risultare utile specialmente in pazienti con condizioni che controindicano l'esecuzione di una TC con mezzo di contrasto endovenoso. Infatti la RM ha una sensibilità nell'individuazione di una colite ischemica comparabile a quella della TC, con in aggiunta, il vantaggio del mancato utilizzo di radiazioni ionizzanti. Poiché il suo impiego in pronto soccorso è molto limitato, viene utilizzata nel follow-up dei pazienti in fase sub acuta o cronica.
Come già riportato la colite ischemica può essere una complicanza di interventi chirurgici addominali.
In commercio esistono dei dispositivi che mettono in evidenza l'adeguatezza dell'apporto di ossigeno al colon. Un primo dispositivo è stato approvato dalla Food and Drug Administration (FDA) degli Stati Uniti nel 2004 ed utilizza la spettroscopia della luce visibile per analizzare i livelli di ossigeno dei capillari. Quando viene ad essere utilizzato durante un intervento di riparazione di un aneurisma aortico è in grado di rilevare quando la concentrazione tissutale di ossigeno del colon scende al di sotto di livelli sostenibili, e pertanto consente che adeguate contromisure vengano prese in tempo reale.
In diversi studi, la specificità di questo dispositivo per ischemia acuta del colon è risultata anche superiore al 90%, di circa l'83% in caso di ischemia mesenterica cronica, mentre la sensibilità si è attestata tra il 71% ed il 92%. Sfortunatamente questo dispositivo richiede di essere collocato per via endoscopia.

## Terapia
Dipende dall'acuzie e dalla severità della presentazione clinica. 
Alcuni casi sono transienti, a risoluzione spontanea ed i pazienti non necessitano di una terapia specifica. 
I casi lievi possono essere gestiti con dieta liquida, stretta osservazione ed antibiotici. 
I pazienti con sintomatologia più severa richiedono l'ospedalizzazione, di rado un intervento chirurgico.